# Abd Allah ibn Muhammad (figlio di Maometto)
ʿAbd Allāh ibn Muhammad (in arabo ﻋﺒﺪ الله ﺑﻦ محمد‎?; La Mecca, 611 – La Mecca, 613) è stato il secondo figlio maschio del profeta Maometto.
Sua madre era Khadija bint Khuwaylid.
Il bimbo - cui Maometto aveva voluto dare il nome del padre che gli era premorto - morì precocemente a due anni di vita, quando i suoi genitori avevano già avuto Zaynab, al-Qasim ibn Muhammad, Ruqayya, Umm Kulthūm e Fāṭima.
La sua salma fu inumata nel cimitero della Mecca.
Su di lui non si ricava nessun'altra notizia.